# Clément Ader
Clément Ader (ur. 2 kwietnia 1841 w Muret k. Tuluzy, zm. 3 maja 1925 w Tuluzie) – francuski inżynier, pionier awiacji.

## Życiorys
Dokonał pierwszego w historii startu przy użyciu cięższego od powietrza aparatu z napędem w Armainvilliers we Francji w 1890 r. Pierwszy samolot Adera – napędzany silnikiem parowym "Éole" ze skrzydłami w kształcie skrzydeł nietoperza – został zbudowany w latach 1882–1890. Choć przeleciał zaledwie 50m, wystarczyło to, by zachęcić armię francuską do dalszych doświadczeń. Ader podjął i porzucił prace nad swym "Avion II", po czym zbudował "Avion III", z dwoma silnikami parowymi o mocy 20 KM, napędzającymi śmigła ciągnące. Z jego projektu zrezygnowano w 1897 r. po dwóch nieudanych próbach w obecności przedstawicieli wojska. Oświadczenia Adera o dokonanych lotach nie zostały potwierdzone oficjalnymi raportami. Podjęto prace nad "Avion IV", jednak armia francuska w 1898 r. przestała się interesować maszynami latającymi i zerwała kontrakt z Aderem.  
Zmarł 3 maja 1925 roku w Tuluzie. 

## Upamiętnienie
- Przy lotnisku Lyon-Corbas stowarzyszenie Espaces Aéro Lyon Corbas prowadzi Musée de l'aviation Clément-Ader (Muzeum lotnictwa im. Clémenta Adera)[2]

## Odznaczenia
- 1924: Komandor Legii Honorowej[1]